# 59425 Xuyangsheng
59425 Xuyangsheng è un asteroide della fascia principale. Scoperto nel 1999, presenta un'orbita caratterizzata da un semiasse maggiore pari a 2,4010522 UA e da un'eccentricità di 0,1073976, inclinata di 1,72377° rispetto all'eclittica.